# Phenix City
Phenix City è un comune degli Stati Uniti d'America situato nelle contee di Russell, Lee dello Stato dell'Alabama.
La città si trova nell'Alabama centro-orientale, al confine con la Georgia, nelle immediate vicinanze della città di Columbus.